# استالکر ۲: قلب چرنوبیل
استالکر ۲: قلب چرنوبیل (انگلیسی: S.T.A.L.K.E.R. 2: Heart of Chornobyl) یک بازی ویدئویی در سبک تیراندازی اول شخص ترس و بقا می‌باشد که قرار است در سال ۲۰۲۴ توسط شرکت جی‌اس‌سی گیم ورلد ساخته و منتشر شود. این بازی برای مایکروسافت ویندوز و ایکس‌باکس سری اکس/اس منتشر خواهد شد که با موتور آنریل انجین ۵ ساخته شده‌است.